# Таверни
Таверни (фр. Taverny) град је у Француској, у департману Долина Оазе.
По подацима из 1999. године број становника у месту је био 25.909.

## Демографија
| 1962. | 1968.  | 1975.  | 1982.  | 1990.  | 1999.  | 2011.  |
| ----- | ------ | ------ | ------ | ------ | ------ | ------ |
| 8.606 | 12.902 | 16.963 | 21.299 | 25.151 | 25.909 | 26.195 |

## Партнерски градови
- Лидингхаузен
- Седлчани
- Ниса
- Нови Сад